# Bateria da Ponta Verde
A Bateria da Ponta Verde localizava-se na cidade de Maceió, no litoral do atual estado brasileiro de Alagoas.

## História
Erguida no início de 1823, no contexto da Guerra da independência do Brasil (1822-1823), pelo Comandante das Armas da Província de Alagoas, Coronel Joaquim Mariano de Oliveira Belo, esta bateria destinava-se à defesa, pela barra norte do porto de Maceió, da Corveta Rainha Carlota (depois Corveta Maceió da Marinha Imperial), então sendo construída em estaleiro na praia da Pajuçara. Temia-se, à época, que forças sob o comando do brigadeiro Inácio Luís Madeira de Melo (1775-1833), intentassem apresá-la para reforço da resistência portuguesa na Província da Bahia (GARRIDO, 1940:77).
O mesmo autor complementa que, à época (1940), os seus antigos canhões de ferro ornamentavam a praia (op. cit., p. 77).